# Anthony George
Anthony George (29 de enero de 1921-16 de marzo de 2005) fue un actor estadounidense, cuya carrera llevó a cabo principalmente en la televisión.

## Biografía
Su verdadero nombre era Ottavio Gabriel George, y nació en Endicott, Nueva York. Sus padres eran inmigrantes italianos. Ya desde los 6 años de edad, George soñaba con actuar. Tras servir en la Segunda Guerra Mundial, George se trasladó a Hollywood a fin de dedicarse al cine. Los primeros años no fueron buenos, pero hacia 1950 consiguió su primer crédito y el trabajo empezó a acumularse.
En 1959 George fue el Agente Federal Cam Allison en la primera temporada de Los Intocables. Al final de la temporada dejó la serie para protagonizar para la CBS otra serie, Checkmate, que supuso el momento culminante de su carrera. La serie detectivesca Checkmate, creada por Eric Ambler, incluía en su reparto a Sebastian Cabot y Doug McClure, y se emitió dos temporadas. 
De todos modos, sus éxitos más duraderos se debieron a su carrera en los seriales televisivos. En 1967 George reemplazó a Mitchell Ryan en el papel de Burke Devlin en Dark Shadows. Unos meses después el personaje fue "muerto" en un accidente aéreo, y George creó el papel de Jeremiah Collins. Posteriormente, George obtuvo papeles en Search for Tomorrow (como Dr. Tony Vincente, 1970–1975) y One Life to Live, sustituyendo en la última a la antigua estrella cinematográfica Farley Granger en el papel de Dr. Will Vernon.
Tras abandonar One Life to Live en 1984, George continuó actuando esporádicamente para el cine y para la televisión. En 1991 fue recompensado con una Estrella de Bronce en el Paseo de las Estrellas de Binghamton (Nueva York). En marzo de 2005, Anthony George falleció en Newport Beach, California, a causa de un enfisema. Fue incinerado.